# مرد آفتابی
مرد آفتابی فیلمی به کارگردانی همایون اسعدیان، نویسندگی فرشید گوران و تهیه‌کنندگی یدالله شهیدی محصول سال ۱۳۷۴ است.

## داستان فیلم
حمید و اکبر، دو جوانی که در یک عکاسی کار می‌کنند، پس از مرگ صاحب مغازه نگران فروخته شدن مغازه توسط همسر او نرگس می‌شوند. آن دو در مقابل پیشنهاد خرید مغازه از سوی نرگس پولی ندارند، و به همین دلیل وقتی شایعه ازدواج نرگس با خواروبار فروش محله را می‌شنوند، هر دو به فکر ازدواج با او می‌افتند. اما نرگس که قصد اصلی آنها را از ازدواج دریافته، به دو دوست اطمینان می‌دهد که مغازه طبق قرار قبلی همچنان در اجاره آنها خواهد بود تا زمانی که آن دو بتوانند مغازه را از او بخرند. حمید و اکبر که در خواستگاری خود را رقیب یکدیگر یافته‌اند، دور از چشم هم برای کار به ژاپن می‌روند. در ژاپن رقابت میان آن دو ادامه می‌یابد و حمید با دوستش نصرت که در ژاپن زندگی می‌کند، به خیال خود به جایی امن می‌رود و اکبر را در فرودگاه تنها می‌گذارد. اما اکبر نیز به لطف آشنا شدن با غفار، مهاجر بازنشسته ایرانی و دخترش مریم، به مسافرخانه ای می‌رود و از روز بعد در آشپزخانه یک رستوران مشغول به کار می‌شود. حمید که پول‌هایش را نصرت ربوده، به اکبر روی می‌آورد و با وساطت غفار، او نیز در کنار مریم و اکبر به کار مشغول می‌شود. اما به هم ریختن آشپزخانه توسط یک ژاپنی نژادپرست، میانه دو دوست را باز به هم می‌زند. حمید که بار دیگر از اکبر جدا شده و در یک شرکت ساختمانی کار می‌کند، در حال تعقیب نصرت، از پلکان ساختمانی نیمه کاره سقوط می‌کند و پا و چشمش آسیب می‌بیند. اکبر برای فراهم کردن خرج عمل حمید، به رینگ بوکس می‌رود و به بهای مجروح شدن، دستمزد خوبی می‌گیرد. با کمک غفار، عمل جراحی حمید انجام می‌شود و دو دوست به ایران بازمی‌گردند. آن دو که هنوز هم برای خرید مغازه عکاسی پولی ندارند، با مریم روبرو می‌شوند که حاضر به ازدواج با حمید شده است. مریم با پولی که پدرش به حمید داده، نرگس را راضی می‌کند مغازه اش را به‌طور قسطی به دو دوست بفروشد.

## بازیگران
- اکبر عبدی در نقش اکبر
- حمید جبلی در نقش حمید
- فاطمه معتمدآریا در نقش مریم
- رضا بابک در نقش غفار
- غلامحسین لطیفی در نقش جلال
- مهری ودادیان در نقش مادر حمید
- فاطمه طاهری در نقش مادر اکبر
- اکبر دودکار در نقش ماشاالله
- عزت الله صلح جو مهربان در نقش پدر اکبر
- مینا فرامرزی در نقش نرگس
- ملیحه نظری در نقش مادر نرگس
- ایمان غفوری در نقش رامین
- احمد بهروزی در نقش بیوک
- مسعود افشار در نقش نصرت
- ابراهیم آشورنیا در نقش تاجیک
- بابک طویلی در نقش جوان ایرانی
- بهمن گودرزی در نقش جوان ایرانی
- آبتین آذین در نقش جوان ایرانی
- علیرضا پرینوش در نقش رهگذر
- لودویک در نقش رهگذر
- ناصر اسماعیل‌زاده در نقش بوکسور
- دیوید دی در نقش مدیر رستوران
- تان هانگ چونگ
- ورونیکا چان
- لی سی هو
- کوتوسوکی مینونه
- پروین مخدومین در نقش مادام

## جشنواره‌ها
- کاندیدای بهترین فیلم دوم در چهاردهمین دوره جشنواره فیلم فجر - ۱۳۷۴
- کاندیدای بهترین نقش اول (حمید جبلی) در چهاردهمین دوره جشنواره فیلم فجر - ۱۳۷۴
- کاندیدای بهترین چهره‌پردازی (عبدالله اسکندری) در چهاردهمین دوره جشنواره فیلم فجر - ۱۳۷۴